# Nie ma kto pisać do pułkownika
Nie ma kto pisać do pułkownika (tytuł oryg. El coronel no tiene quien le escriba) – powieść Gabriela Garcii Márqueza opowiadająca dzieje miasta Macondo i żyjącego w nim weterana rewolucji.